# Turun Palloseura (piłka nożna)
Turun Palloseura – fiński klub piłkarski z siedzibą w mieście Turku.

## Osiągnięcia
- Mistrz Finlandii (8): 1928, 1939, 1941, 1949, 1968, 1971, 1972, 1975
- Puchar Finlandii (3): 1991, 1994, 2010
- Finalista Pucharu Finlandii (5): 1965, 1979, 1996, 1997, 2005
- Puchar Ligi Fińskiej (1): 2012
- Puchar UEFA (1): 1/8 finału w 1988/1989
- Udział w 1/8 finału Pucharu Klubowych Mistrzów Europy:1976/1977

## Dotychczasowi trenerzy
- 1939–1947: Juuso Lampila
- 1948–1950: Imre Markos
- 1951–1954: Raino Suominen
- 1955–1959: Leo Aaltonen
- 1960–1961: Knut Gustafsson
- 1962: Olli Virho
- 1962: Kalevi Lehtovirta
- 1963: Leo Aaltonen
- 1964: Tage Friedfeld
- 1964: Leo Aaltonen
- 1965–1970: Rainer Forss
- 1971: Paavo Nenonen
- 1972: Lars Nyström
- 1973: Manuel Gerpe
- 1973–1974: Paavo Nenonen
- 1975–1977: Olavi Laaksosen
- 1978: Tommy Lindholm
- 1978–1980: Tapio Harittu
- 1980–1983: Raimo Toivanen
- 1981–1984: Hans Martin
- 1984: Timo Sinkkonen
- 1985: Rainer Forss
- 1985: Timo Sinkkonen
- 1986–1988: Tommy Lindholm
- 1989–1990: Heikki Suhonen
- 1989–1990: Weijo Wahlsten
- 1991: Heikki Suhonen
- 1991: Tommy Lindholm
- 1992–1993: Raimo Toivanen
- 1993: Pauno Kymäläinen
- 1993: Tomi Jalo
- 1993–1997: Juha Malinen
- 1998: Siegfrid Meltzig
- 1998–2000: Seppo Miettinen
- 2001–2003: Mika Laurikainen
- 2004–2006: Kari Ukkonen
- 2007: Mika-Matti Paatelainen
- 2008: Martti Kuusela
- 2009–2010: Pasi Rautiainen
- 2010–2013: Marko Rajamäki
- od 2014: Mika Laurikainen

## Europejskie puchary
Legenda do wszystkich tabel:
- Q – runda eliminacyjna, 1/16, 1/8, 1/4, 1/2 – odpowiednia faza rozgrywek, Grupa – runda grupowa, 1r gr – pierwsza runda grupowa, 2r gr – druga runda grupowa, F – finał, R – runda, PO – play-off
- k. – rzuty karne, los. – losowanie, Dogr. – dogrywka, w. – zasada bramek strzelonych na wyjeździe

| Sezon   | Rozgrywki                 | Runda   | Przeciwnik         | Dom | Wyjazd | Ogólnie    |
| ------- | ------------------------- | ------- | ------------------ | --- | ------ | ---------- |
| 1969/70 | Puchar Europy             | Q       | KB                 | 0–1 | 0–4    | 0–5        |
| 1972/73 | Puchar Europy             | 1R      | 1. FC Magdeburg    | 1–3 | 0–6    | 1–9        |
| 1973/74 | Puchar Europy             | 1R      | Celtic F.C.        | 1–6 | 0–3    | 1–9        |
| 1976/77 | Puchar Europy             | 1R      | Sliema Wanderers   | 1–0 | 1–2    | 2–2        |
| 1976/77 | Puchar Europy             | 1/8     | FC Zürich          | 0–1 | 0–2    | 0–3        |
| 1985/86 | Puchar UEFA               | 1R      | Spartak Moskwa     | 1–3 | 0–1    | 1–4        |
| 1987/88 | Puchar UEFA               | 1R      | Admira/Wacker      | 0–1 | 2–0    | 2–1        |
| 1987/88 | Puchar UEFA               | 2R      | Inter Mediolan     | 0–2 | 1–0    | 1–2        |
| 1988/89 | Puchar UEFA               | 1R      | Linfield           | 0–0 | 1–1    | 1–1        |
| 1988/89 | Puchar UEFA               | 2R      | First Vienna       | 1–0 | 1–2    | 2–2        |
| 1988/89 | Puchar UEFA               | 1/8     | Victoria Bukareszt | 3–2 | 0–1    | 3–3        |
| 1990/91 | Puchar UEFA               | 1R      | GKS Katowice       | 0–1 | 0–3    | 0–4        |
| 1992/93 | Puchar Zdobywców Pucharów | 1R      | Trabzonspor        | 2–2 | 0–2    | 2–4        |
| 1995/96 | Puchar Zdobywców Pucharów | Q       | Teuta Durrës       | 1–0 | 0–3    | 1–3        |
| 1997    | Puchar Intertoto          | Grupa 8 | Halmstads BK       |     | 1–6    | 4. miejsce |
| 1997    | Puchar Intertoto          | Grupa 8 | Lommel SK          | 1–1 |        | 4. miejsce |
| 1997    | Puchar Intertoto          | Grupa 8 | Hajduk Kula        | 1–2 |        | 4. miejsce |
| 1997    | Puchar Intertoto          | Grupa 8 | Kongsvinger IL     |     | 2–0    | 4. miejsce |
| 1998    | Puchar Intertoto          | 1R      | FC Sion            | 0–1 | 3–2    | 3–3        |
| 1998    | Puchar Intertoto          | 2R      | Szynnik Jarosław   | 0–2 | 2–3    | 2–5        |
| 2008    | Puchar Intertoto          | 1R      | Lisburn Distillery | 3–1 | 3–2    | 6–3        |
| 2008    | Puchar Intertoto          | 2R      | Odense BK          | 1–2 | 0–2    | 1–4        |
| 2010/11 | Liga Europy               | 1Q      | Port Talbot Town   | 3–1 | 4–0    | 7–1        |
| 2010/11 | Liga Europy               | 2Q      | Cercle Brugge      | 1–2 | 1–0    | 2–2        |
| 2011/12 | Liga Europy               | 2Q      | KVC Westerlo       | 0–1 | 0–0    | 0–1        |
| 2013/14 | Liga Europy               | 1Q      | Jeunesse Esch      | 2–1 | 0–2    | 2–3        |